# شیطان در شب آمد
شیطان در شب آمد (آلمانی: Nachts, wenn der Teufel kam) فیلمی محصول سال ۱۹۵۷ ساخته آلمان غربی به کارگردانی رابرت زیودماک است. این فیلم نامزد دریافت جایزه بهترین فیلم خارجی در مراسم اسکار شد. این فیلم بر اساس ماجراهای واقعی انجام‌شده توسط قاتل سریالی آلمانی برونو لودکه ساخته شده است.